# Elżbieta Góralczyk
Elżbieta Góralczyk-Kodrnja (ur. 8 kwietnia 1950, zm. 16 stycznia 2008 w Wiedniu) – polska aktorka filmowa i charakteryzatorka.

## Życiorys
Znana jest przede wszystkim z roli Anuli Góralczyk w czarno-białym polskim serialu telewizyjnym Wojna domowa (1965–1966), do którego została zaangażowana po wygraniu przesłuchania do roli. Serial został dobrze przyjęty, jednak Góralczyk nie otrzymywała propozycji aktorskich (zagrała jeszcze drobne role w dwóch produkcjach). Zdała maturę, a następnie uczyła się w szkole charakteryzatorskiej. W zawodzie przepracowała kilka lat w Telewizji Polskiej. Później przeprowadziła się do Wiednia, gdzie wyszła za mąż za prawnika. Lekarze zdiagnozowali u niej poważną chorobę nerek, jednak unikała konwencjonalnej medycyny, a choroba przerodziła się w nowotwór. Zmarła w wieku 57 lat. Została pochowana na cmentarzu w wiedeńskim Sievering.
Była matką Dominiki (ur. 17 kwietnia 1975), która jako piosenkarka występuje pod pseudonimem Anik Kadinski.

## Filmografia
- 1965–1966: Wojna domowa jako Anula
- 1971: Nos jako Dasza, służąca
- 1978: Życie na gorąco jako Maria Globner – sekretarka Ottona Ildmanna